# Susanne Albrecht
Susanne Albrecht (1 de marzo de 1951, Hamburgo, Alemania) es una antigua revolucionaria alemana, miembro de la segunda generación de la Fracción del Ejército Rojo. 

## Biografía

### Juventud
Albrecht es la hija de un exitoso Abogado marítimo, vivió su niñez en una acomodada urbanización en Hamburgo. Nunca pudo adaptarse a estudiar en una escuela pública, por lo que fue cambiada a una privada en Holzminden. En 1971, asistió a la Universidad de Hamburgo, donde estudió sociología. Fue en este tiempo que se interesó por el Marxismo. Estuvo vinculada a varios grupos políticos antes de mudarse a vivir en un apartamento con Karl-Heinz Dellwo. También empezó a mezclarse con algunos miembros de la Fracción del Ejército Rojo (RAF) como Ilse Stachowiak, a quien le prestó su documento de identidad para que se moviera libremente.
En 1974, junto con Dellwo y otras personas, que luego se vincularon a la RAF, se unieron al Comité contra la Tortura a los Presos Políticos en Alemania Occidental, los cuales protestaban por las condiciones en que vivían varios terroristas de la RAF, prisioneros de las cárceles alemanas.
En Hamburgo, alquiló un apartamento con otras seis personas, el cual no tenía ducha ni baño. De esa época, se sabe por testimonios de otros excompañeros que dijo sobre su antigua vida: "Yo estaba enferma de estar comiendo caviar y salmón ahumado."
Junto a Sigrid Sternebeck y Silke Maier-Witt (quienes fueron conocidos en colectivo como las Tías de Hamburgo), se hicieron fichas importantes de la escena de la izquierda en Hamburgo y Albrecht fortaleció sus nexos con la RAF.

### Acciones

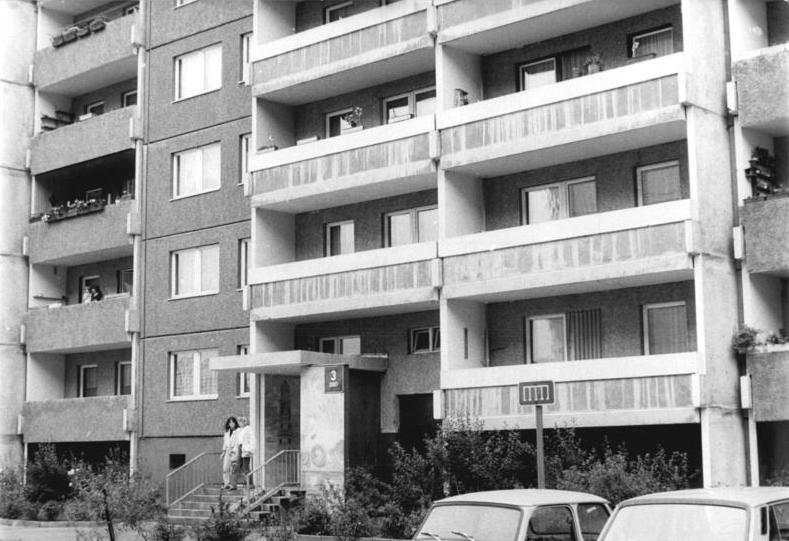
En este apartamento de la Rosenbecker Straße Nr. 3 en Marzahn, Berlín, Susanne Albrecht fue arrestada en 1990. Estuvo viviendo ahí desde 1989 bajo el nombre de Ingrid Jäger con su esposo e hijo.

- En julio de 1977, Albrecht visitó a su padrino Jürgen Ponto, Presidente del Dresdner Bank, con quien su familia tenía estrechos vínculos y a quien ella llamaba "Tío Jürgen". Estaba acompañada por Brigitte Mohnhaupt y Christian Klar. Juntos intentaron secuestrar a Ponto, pero este se resistió y fue tiroteado por Mohnhaupt y Klar resultando muerto.[2] La RAF emitió un comunicado sobre el asesinato de Ponto, firmado por Albrecht, en el cual se leía:

"no estaba claro para nosotros que esta gente, que empieza guerras en el Tercer Mundo y destruyen poblaciones enteras, quedan atónitos cuando la violencia les llega a su propia casa."
- Entre 1978 y 1979, Albrecht viajó a Yemen, donde entrenó tácticas de Guerrilla Urbana en un campo de entrenamiento palestino.
- En junio de 1979, Albrecht junto a Werner Lotze y Rolf Clemens Wagner intentaron asesinar al Comandante en Jefe de la OTAN Alexander Haig en Mons, Bélgica, detonándole explosivos cerca de su vehículo. El intento falló y Haig ni siquiera resultó herido, pues la bomba estalló tarde.
- En 1980, Albrecht se escapó a la República Democrática Alemana,[4] donde estuvo protegida por la Stasi[5][6] y se le dio una nueva identidad.

### Arresto y vida posterior
En la Alemania oriental, Albrecht trabajó como traductora de inglés bajo el nombre de Ingrid Jäger y se casó con un científico alemán, con quien tuvo un hijo, nadie sabía su pasado. Vivió en Köthen, pero en 1986 fue reconocida por los reportes de la Televisión alemana sobre las actividades de la RAF, teniendo que mudarse a Berlín. No obstante, cuando Alemania se reunificó fue encontrada viviendo como un ama de casa bajo el nombre de "Becker" y arrestada. Fue el primero de ocho arrestos por actividades de "terrorismo" en un periodo de diez días. Esto sucedió frente al edificio donde vivía, el 6 de junio de 1990. Durante el juicio fue sentenciada a una pena de 12 años de prisión por una Corte Judicial de Stuttgart, sin embargo en 1996, al cumplir la mitad de la condena salió bajo libertad condicional.
Recientemente, Albrecht ha estado trabajando como maestra de alemán para niños inmigrantes en las Escuelas primarias de Bremen bajo nombre supuesto.